# Young Martha
Young Martha è un extended play collaborativo del rapper statunitense Young Thug e del producer Carnage. L'EP è stato pubblicato il 22 settembre 2017 dalle etichette discografiche Young Stoner Life Records, 300 Entertainment, Atlantic Records e Heavyweight Records. Young Martha include quattro tracce e presenta le collaborazioni di Meek Mill e Shakka e presenta le produzioni dello stesso Carnage e di OG Parker, Felix Snow, Wheezy, Nic Nac e Senojnayr.

## Antefatti
L'EP fu inizialmente annunciato da Carnage nel dicembre 2016 La traccia finale del progetto, Don't Call Me, fu presentata per la prima volta nel luglio 2016 ed avrebbe dovuto essere inserita nel secondo album di Carnage.

## Singoli
il singolo principale, Homie, fu pubblicato l'8 settembre 2017, per lo streaming ed il download digitale. Il secondo singolo, Liger, fu svelato il giorno prima della pubblicazione dell'EP, il 21 settembre 2017.

## Tracce
Crediti adattati da BMI.
1. Homie (feat. Meek Mill) – 3:38
2. Liger – 3:28
3. 10,000 Slimes – 4:42
4. Don't Call Me (feat. Shakka) – 3:56